# Bougnounou (département)
Cet article concerne le département et la commune rurale. Pour le village chef-lieu, voir Bougnounou.
Bougnounou est un département et une commune rurale de la province du Ziro, situé dans la région du Centre-Ouest au Burkina Faso.

## Géographie

### Démographie
- En 2003, le département comptait 19 481 habitants estimés[2].
- En 2006, le département comptait 21 202 habitants recensés[3].
- En 2019, le département comptait 28 921 habitants recensés[1].

## Administration

### Villages
Le département et la commune rurale de Bougnounou est administrativement composé de vingt villages, dont le village chef-lieu homonyme (données de population consolidées en 2012, issues du recensement général de la population de 2006) :
- Bablanayou (167 habitants)
- Bélinayou (219 habitants)
- Bolo (1 626 habitants)
- Bougnounou (4 905 habitants), chef-lieu
- Dana (2 004 habitants)
- Ginsénayou (118 habitants)
- Guélou (557 habitants)
- Keulou (178 habitants)
- Laré (850 habitants)
- Nessaguérou (311 habitants)
- Nétiao (1 258 habitants)
- Pébiou (702 habitants)
- Sala (1 922 habitants)
- Salo (1 445 habitants)
- Sapo (1 373 habitants)
- Suné (652 habitants)
- Tempouré (1 101 habitants)
- Tiamien (419 habitants)
- Yalanayou (134 habitants)
- Zao (1 261 habitants)